# Afrikaner Weerstandsbeweging

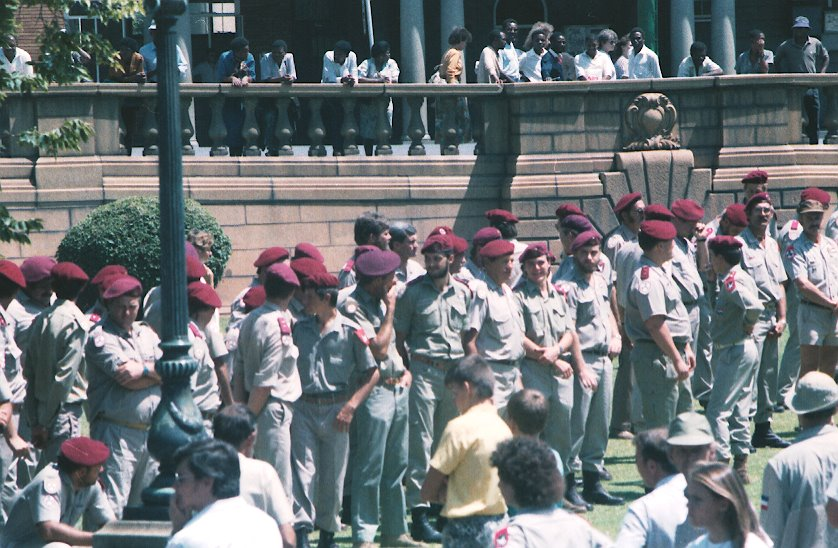
Demonstration der AWB in Pretoria (1990)

Die Afrikaner Weerstandsbeweging (AWB, „Afrikaner Widerstandsbewegung“) ist eine rechtsextreme Burenbewegung in Südafrika.
2016 wurde berichtet, dass die Organisation ungefähr 5000 Mitglieder habe und soziale Medien zur Rekrutierung benutze.

## Geschichte
Die Gründung erfolgte 1973 durch Eugène Terre’Blanche. Ziel war, mit (gewaltsamen) Aktionen das Ende der Apartheid zu verhindern. 1991 beteiligte sich die AWB an der Schlacht von Ventersdorp (Battle of Ventersdorp), in deren Verlauf die Polizei auf weiße Südafrikaner schoss. Hierbei starben drei Mitglieder der AWB. 1993 stürmten AWB-Anhänger das World Trade Center in Kempton Park, wo Verhandlungen über die demokratische Zukunft Südafrikas stattfanden, und verübten mehrere Bombenattentate. 1994 versuchte die Bewegung vergeblich gemeinsam mit dem damaligen Staatschef des Homelands Bophuthatswana, Lucas Mangope, die anstehenden freien Wahlen zu verhindern. Dabei erschossen AWB-Mitglieder in Mmabatho, der Hauptstadt Bophuthatswanas, einige Passanten.
Die Mitgliederzahl der einst über 70.000 Unterstützer zählenden Organisation wurde im Jahr 2003 nur noch auf wenige hundert geschätzt, die jedoch als gewaltbereit galten. Führerkult und das Symbol der Organisation, eine gestalterisch an das Hakenkreuz angelehnte Triskele, erinnern an die deutschen Nationalsozialisten. Terre’Blanche blieb bis zu seiner Ermordung am 3. April 2010 Chef der AWB. Steyn van Ronge trat seine Nachfolge an.

## Symbolik

Triskele der AWB

Die Flagge der AWB besteht aus drei schwarzen Siebenen, die eine Triskele bilden, in einem weißen Kreis auf rotem Hintergrund, der Flagge des dritten Reichs ähnelnd. Der AWB nach sei die Sieben „die Zahl des Endsiegs“ (übersetzt von „final victory“; nicht auf den Holocaust bezogen), „die der Zahl des Antichristen, 666, gegenübersteht“. Rot solle Jesu Blut darstellen und den Kampf der Christen, während schwarz für die Tapferkeit stehe. Der innere weiße Kreis symbolisiere die „Reinheit“ und „ewiges Leben“.
Die AWB benutzt auch das „Vierkleur“, die ursprüngliche Flagge der einst unabhängigen Südafrikanischen Republik, die Flagge des Oranje-Freistaats und die Flagge Südafrikas, die von 1928 bis 1994 benutzt wurde, allerdings ohne die britische Flagge, die normalerweise links auf der Flagge abgebildet ist.

Flagge Südafrikas (1928–1994) ohne die britische Flagge